# Drets del col·lectiu LGBT a Xipre del Nord

Situació de la República Turca de Xipre del Nord.

Les persones lesbianes, gais, bisexuals i transsexuals (LGBT) de la República Turca de Xipre del Nord s'enfronten a dificultats jurídiques que no experimenten les persones residents que no són del col·lectiu LGBT. L'activitat sexual entre persones del mateix sexe és legal a Xipre del Nord des del 7 de febrer de 2014. Les lleis anteriors permetien penes de tres anys de presó, de conformitat amb els articles 171 i 173 del seu codi penal. L'homosexualitat femenina no estava tipificada com a delicte. S'han produït detencions per homosexualitat en data tan recent com 2011.
Les lleis van ser un llegat del domini colonial britànic, que va quedar després que l'illa obtingués la independència en la dècada de 1960. Si bé la República de Xipre va despenalitzar l'homosexualitat en 1998 amb la finalitat d'adherir-se a la Unió Europea (UE) en 2004, la controvertida condició del nord significa que queda fora de la jurisdicció de la UE.
La derogació de la penalització de l'homosexualitat masculina s'ha estat considerant seriosament des de 2006. A l'octubre de 2011, l'eurodiputada Marina Yannakoudakis va afirmar que durant una visita a Xipre del Nord, el President Derviş Eroğlu li havia promès que legalitzaria l'homosexualitat per a equiparar-la amb Turquia, la República de Xipre i la resta d'Europa. Al desembre de 2011 es va anunciar que, a causa de la creixent pressió dels eurodiputats, els legisladors de Xipre del Nord derogarien la llei que actualment penalitza l'homosexualitat. El president Derviş Eroğlu, el llavors líder del govern, va expressar que signaria el projecte de llei quan li arribés.
Això es va retardar fins que es van presentar dos casos contra Xipre del Nord davant el Tribunal Constitucional de la República Turca de Xipre del Nord i el Tribunal Europeu de Drets Humans. Immediatament després que el cas es presentés davant el Tribunal Europeu, el Centre de Coordinació de la Unió Europea del Primer Ministre de Xipre del Nord va redactar una esmena a l'abril de 2013 per a derogar els articles 171, 172 i 173 del capítol 154 del codi penal de la República. S'esperava que s'aprovés, però es va posposar.
Si la legislació no hagués estat aprovada, el Tribunal Europeu de Drets Humans probablement hauria vist el cas i hauria considerat que la penalització era una violació de l'article 8, d'acord amb el cas Dudgeon contra el Regne Unit.
El 27 de gener de 2014, l'Assemblea de la República, el parlament del país, va votar a favor de l'abolició de les disposicions del codi penal que prohibien les relacions entre homes del mateix sexe. El projecte de llei es va convertir en llei i es va publicar en el butlletí oficial el 7 de febrer de 2014. Va entrar en vigor després de la seva publicació.
Les ONG han fet crides per a legalitzar el matrimoni entre persones del mateix sexe. En 2012, el Partit de la Social Democràcia va proposar una llei que hauria legalitzat els matrimonis entre persones del mateix sexe, però la legislació va ser rebutjada pel llavors governant Partit de la Unitat Nacional.

## Taula de resum
| Activitat sexual legal amb el mateix sexe                                                                    | (Des de 2014)                                   |
| Mateixa edat de consentiment                                                                                 | (Des de 2014)                                   |
| Lleis antidiscriminació a la feina                                                                           | (Des de 2014)                                   |
| Lleis antidiscriminació en la prestació de béns i serveis                                                    | (Des de 2014)                                   |
| Lleis antidiscriminació en tots els altres àmbits (inclosa la discriminació indirecta, la incitació a l'odi) | (Des de 2014)                                   |
| Matrimoni del mateix sexe                                                                                    | No                                              |
| Reconeixement de les parelles del mateix sexe                                                                | No                                              |
| Reconeixement de les parelles del mateix sexe (per exemple, unió registrada o unió civil, etc.)              | No                                              |
| Adopció de fillastres per parelles del mateix sexe                                                           |                                                 |
| Adopció conjunta per parelles del mateix sexe                                                                | No                                              |
| Prestació de servei militar per gais i lesbianes                                                             | No                                              |
| Dret legal a canviar de gènere                                                                               |                                                 |
| Accés a la fecundació in vitro per lesbianes                                                                 | No                                              |
| Teràpia de conversió prohibida als menors                                                                    | No                                              |
| Subrogació comercial per a parelles d'homes homosexuals                                                      | (Prohibit per a parelles del sexe oposat també) |
| Permís per donar sang als HSH                                                                                | No                                              |